# Ptilothyris
Ptilothyris is een geslacht van vlinders van de familie tastermotten (Gelechiidae).

## Soorten
- P. aglaocrossa Meyrick, 1935
- P. brachysema Meyrick, 1938
- P. climacista Meyrick, 1926
- P. crocophracta Meyrick, 1938
- P. crossoceros Meyrick, 1934
- P. loxocasis Meyrick, 1938
- P. nausicaa Meyrick, 1926
- P. nemophorella Ghesquière, 1940
- P. neuroplaca (Meyrick, 1933)
- P. porphyrea Ghesquière, 1940
- P. purpurea Walsingham, 1897
- P. serangota Meyrick, 1932